# Phil Spitalny

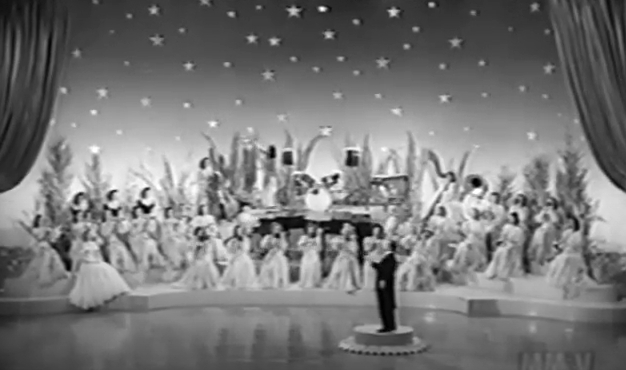
Das Hour of Charm Orchestra (auch bekannt als Phil Spitalny and His All-Girl Orchestra), 1944

Phil Spitalny (* 7. November 1890 in Tetijiw, Ukraine; † 11. Oktober 1970 in Miami Beach) war ein US-amerikanischer Bandleader, bekannt für die Gründung einer Frauen-Bigband in der Swing-Ära.

## Leben und Wirken
Spitalny war ein russischer Emigrant und spielte seit frühester Jugend Klarinette. Auf dem Konservatorium in Odessa studierte er Klavier und Violine. 1905 kam er mit seiner Familie in die USA nach Cleveland, wo er im Hotelorchester (mit seinen Brüdern) und den Vorläufern des Cleveland Symphony Orchestra spielte. Er zog nach Boston und gründete dort eine 50-köpfige Band, die im Loew’s State Theater spielte, und leitete ein Tanzorchester, mit dem er tourte und 1924 bis 1926 für Victor aufnahm. 1928 zog er nach New York City und gründete das Phil Spitalny Hotel Pennsylvania Orchestra, das recht erfolgreich war, bis ihn die Great Depression in den USA zur Aufgabe zwang. Er traf Evelyn Kaye Klein, eine Violinistin, die an der Juilliard School studiert hatte und als Evelyn and her magic violin auftrat, und baute um sie ein All-Girl-Orchester. Nach der Auswahl aus über 1000 Kandidatinnen bei Vorspielen stand das Orchester mit einer Besetzung von 22 Frauen und wurde ein großer Erfolg. Es wurde nicht nur Phil Spitalny and His All Girl Orchestra, sondern auch Hour of Charm Orchestra genannt nach der Radiosendung Hour of Charm, in der es regelmäßig ab 1935 zu hören war (zuerst bei CBS, 1936 bis 1946 für NBC unter dem Sponsor General Electric und 1946 bis 1948 wieder für CBS). Um den ersten Radio-Sponsor-Vertrag zu bekommen, arrangierte Spitalny ein Blind-Vorspiel – der Sponsor Linit Bath Oil erfuhr erst nachträglich, das er eine Frauenband gewählt hatte. Spitalny konzipierte die Band als Novelty-Attraktion einer reinen Frauenband unter dem Motto Sweet and Charming.
Die Arrangements stammten von Kaye (ab 1946 Ehefrau von Spitalny), der Posaunistin Velma Rooke und der Pianistin Rosa Linda. Sie spielten überwiegend Tanzmusik.
Die Musikerinnen durften laut Vertrag zwei Jahre nicht heiraten (und hatten eine Heirat ein halbes Jahr im Voraus anzukündigen und auch sonst auf ihre „Reputation“ zu achten), bekamen ihr Aussehen vorgeschrieben (Frisur und Gewicht unter 122 Pfund) und übten anfangs täglich fünf bis sechs Stunden. Gespielt wurde auswendig ohne Noten auf der Bühne um nicht von der Bühnenpräsentation abzulenken. Aufgrund ihres Erfolgs reiste die Band im Vergleich zu anderen All-Girl-Bands komfortabel in eigenen Bahn-Abteilen. Sherrie Tucker erwähnt in ihrem Buch Swing Shift (2000), dass er die irritierende Angewohnheit hatte, neue Bandmitglieder in Unterwäsche zu interviewen. Die Band war in zwei Spielfilmen: When Johnny comes marching home (1942) und Here come the Co-eds (1945) mit Abbott und Costello.
Anfang der 1950er Jahre trat er mehrmals in der Ed Sullivan Show im Fernsehen auf und zog 1955 nach Miami, wo er sich zur Ruhe setzte und als Musikkritiker einer Lokalzeitung tätig war. Seine Witwe Evelyn Kaye Klein starb 1990.
Er war auch Komponist und arbeitete mit anderen Komponisten wie Gus Kahn und Lee „Stubby“ Gordon zusammen. Mit Frank Magine und Walter Hirsch ist er Ko-Autor von Save the Last Dance for Me (später ein Hit der The Drifters).
Spitalny hat einen Stern auf dem Hollywood Walk of Fame.